# Dutch Open 1960
Die Dutch Open 1960 im Badminton fanden Mitte Februar 1960 im Krelagehuis in Haarlem statt.

## Finalergebnisse
| Disziplin    | Sieger                               | Finalist                      | Ergebnis    |
| ------------ | ------------------------------------ | ----------------------------- | ----------- |
| Herreneinzel | Ferry Sonneville                     | Hugh Findlay                  | 15-11, 15-4 |
| Dameneinzel  | Pratuang Pattabongse                 | Karin Rasmussen               | 11-3, 11-3  |
| Herrendoppel | John Best Peter Waddell              | Arne Rasmussen Jørgen Hageman | 15-11, 15-1 |
| Damendoppel  | Pratuang Pattabongse Annette Schmidt | P. Warner Brenda Holborn      | 15-5, 15-10 |
| Mixed        | John Best Audrey Marshall            | Hugh Findlay P. Warner        | 15-6, 15-4  |